# Package-on-Package
Package-on-Package (PoP, engl., wörtlich übersetzt „Gehäuse auf Gehäuse“) ist in der Aufbau- und Verbindungstechnik der Mikroelektronik eine Fertigungstechnik, bei der zwei oder mehr speziell dafür vorbereitete Chipgehäuse, üblicherweise BGAs, übereinander bestückt und in dieser gestapelten Anordnung auf die Leiterplatte gelötet werden. Diese Bauform erlaubt eine höhere Integrationsdichte als die Anordnung der einzelnen BGA-Gehäuse auf der Leiterplatte nebeneinander und wird bevorzugt in Smartphones, Digitalkameras und Tablet-Computern eingesetzt. PoP wurde im Jahr 2007 bei der Firma Maxim Integrated Products entwickelt und die Art des Aufbaus in JEDEC-Standards festgelegt.

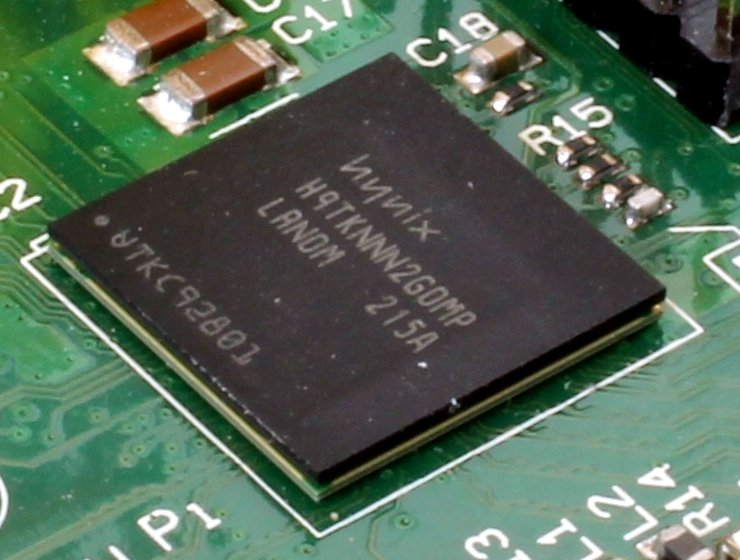
PoP am Beispiel des Einplatinencomputers Raspberry Pi. Oben der Speicherchip im schwarzen Gehäuse, zwischen ihm und der Hauptplatine ist der BGA-Chip des ARM-Prozessorchips mit integriertem Grafikprozessor erkennbar.

Package-on-Package ist zu unterscheiden vom System-in-Package (Stacked-Die-Package), bei dem zwei oder mehr Dies, also die ungehäusten Halbleiterchips, in einem gemeinsamen Chipgehäuse untergebracht werden und nach außen wie ein einziger Chip wirken. System-in-Packages werden u. a. bei Flash-Speichern angewendet, um die Speicherkapazität pro Chipgehäuse zu steigern.

## Fertigung
Bei Package-on-Package mit zwei Einzelgehäusen muss das untere BGA auf beiden Seiten Anschlusspins aufweisen. Nach unten zur Hauptplatine sind wie bei allen BGA-Gehäusen Balls (engl. für „Lotkügelchen“) aufgelötet, nach oben befinden sich entsprechende Lötflächen zur Aufnahme der Anschlusspins vom oberen BGA-Gehäuse.
Die beiden BGA-Gehäuse werden getrennt gefertigt und erst unmittelbar vor dem Reflow-Lötprozess übereinander auf der Leiterplatte mittels Bestückungsautomaten bestückt.
Da beim Lötvorgang die Wärme durch den oberen BGA-Chip zum unteren BGA-Chip gelangen muss, um auch die unten liegenden BGA-Anschlusspins sicher mit der Hauptplatine zu verlöten, andererseits in den Halbleiterchips keine Schäden infolge einer Übertemperatur auftreten dürfen, sind für den Lötprozess entsprechend genaue und abgestimmte Temperaturprofile nötig.

## Anwendungen

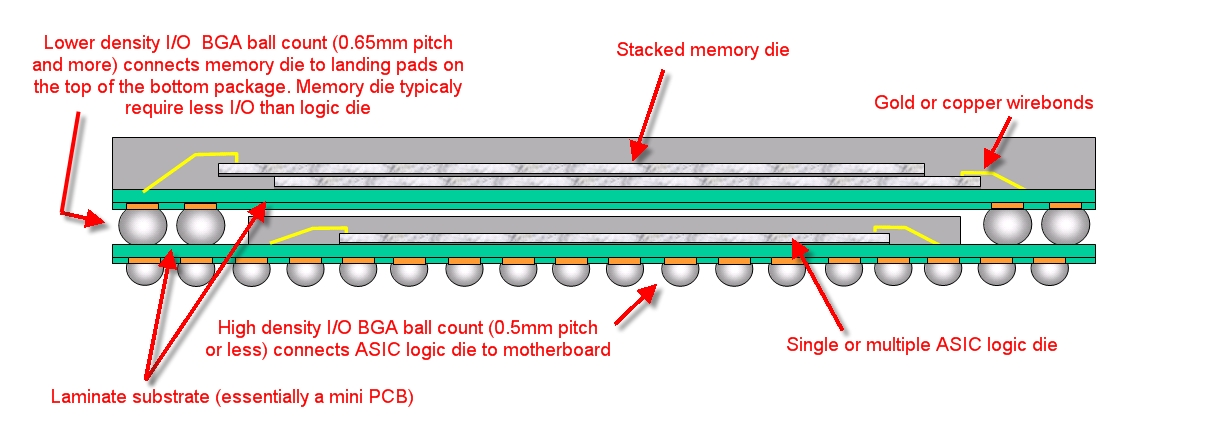
Schematische Schnittdarstellung eines PoP bestehend aus unten liegenden Hauptprozessor und darüber das Chipgehäuse mit dem Hauptspeicher

PoP wird üblicherweise in zwei Bereichen eingesetzt:
- Bei zwei oder mehreren Speicherchips. Üblicherweise sind dies hochintegrierte DDR-SDRAM-Speicher. Anwendungen liegen in kompakten Speicherkarten oder Speichermodulen.
- Die Kombination eines Hauptprozessors (CPU) im unteren Chip und darüberliegend der für das System-on-a-Chip (SoC) notwendige Hauptspeicher, üblicherweise als DDR-SDRAM ausgeführt. Anwendungen dieser Kombination liegen bei mobilen Computersystemen und sind in folgender Schnittabbildung schematisch dargestellt.

## Vorteile
Ein Vorteil von Package-on-Package gegenüber System-in-Package ist, dass die einzelnen Chips vor der Bestückung getrennt getestet werden können. Weiters ist im Prinzip bis kurz vor dem Lötprozess die Festlegung einer bestimmten Chip-Kombination möglich. So kann bei Package-on-Package der oben liegende Speicherchip vor dem Lötprozess in der Speichergröße variiert werden.
Ein Vorteil von PoP gegenüber Leiterplatten besteht in den kurzen Leiterbahnen zwischen den beiden Chips. Damit können Speicher und die Verbindung zwischen den beiden Chips mit hohen Taktfrequenzen betrieben werden.

## Nachteile
Nachteilig an PoP ist die vergleichsweise schlechte Möglichkeit, Abwärme im Betrieb mittels Kühlkörper an die Umgebung abführen zu können. Insbesondere der untere Chip kann seine Abwärme nur schlecht abgeben. Daher ist PoP primär auf Anwendungen beschränkt, wo nur eine geringe Verlustleistung auftritt und ein vergleichsweise geringer Stromverbrauch vorhanden ist. Dies ist typischerweise bei mobilen elektronischen Geräten wie Smartphones oder Tablet-Computern der Fall.